# Pixie Lott
Victoria Louise Lott (sinh ngày 12 tháng 1 năm 1991) hay còn được biết đến với nghệ danh Pixie Lott, là một ca sĩ-nhạc sĩ, diễn viên, vũ công người Anh. Đĩa đơn đầu tiên của cô Mama Do (Uh Oh, Uh Oh) phát hành vào ngày 6 tháng 7 năm 2008 đã đạt được vị trí thứ nhất tại bảng xếp hạng UK Singles Chart. Tiếp theo đó, đĩa đơn Boys and Girls của cô phát hành vào ngày 5 tháng 9 năm 2009 tiếp tục đạt vị trí thứ nhất tại UK Singles Chart. Album đầu tiên của cô Turn It Up cũng đã được vị trí thứ 6 tại UK Albums Chart. Đĩa đơn thứ ba của cô, Cry Me Out chỉ đạt được vị trí thứ 12.

## Cuộc sống
Thời bé, Pixie Lott sống cùng cha là một người môi giới chứng khoán và mẹ là một nội trợ ở Essex. Mẹ cô cho cô nickname Pixie vì cô là một em bé nhỏ, rất dễ thương như 1 nàng tiên.

## 1991–2009: Tuổi thơ và sự khởi đầu
Sau khi bắt đầu sự nghiệp ca hát trong ngôi trường nhà thờ, Lott tham gia trong trường Italia Conti Associates Saturday khi cô 5 tuổi và gia đình cô chuyển tới Essex và cô học ở Italia Conti Academy of Theatre Arts', nơi cô có học bổng. Trong khi là học sinh, cô đã xuất hiện trên West End production của Chitty Chitty Bang Bang tại London Palladium, và trên BBC One's Celebrate the Sound of Music như Louisa von Trapp. Khi 14 tuổi, cô tham gia đội hát bè trong Roger Waters's opera Ça Ira.
Cô đã thi nhảy cho UK TV show Britannia High nhưng không được vào final cast.Năm 2009,cô được đề cử giải "Best new act" của giải EMA 2009

## Giải thưởng và đề cử
| Năm  | Lễ trao giải                     | Lĩnh vực              | Kết quả   |
| ---- | -------------------------------- | --------------------- | --------- |
| 2009 | MTV Europe Music Awards 2009     | Best UK & Ireland Act | Đoạt giải |
| 2009 | MTV Europe Music Awards 2009     | Best New Act          | Đề cử     |
| 2009 | MTV Europe Music Awards 2009     | Best Push Artist      | Đoạt giải |
| 2009 | Cosmopolitan Ultimate Women 2009 | Ultimate Newcomer     | Đoạt giải |
| 2009 | Q Awards 2009                    | Breakthrough Artist   | Đề cử     |

## Discography

### Studio albums
| Năm  | Album                                                                                 | Vị trí cao nhất tại các bảng xếp hạng | Vị trí cao nhất tại các bảng xếp hạng | Vị trí cao nhất tại các bảng xếp hạng | Vị trí cao nhất tại các bảng xếp hạng | Vị trí cao nhất tại các bảng xếp hạng | Vị trí cao nhất tại các bảng xếp hạng | Vị trí cao nhất tại các bảng xếp hạng | Vị trí cao nhất tại các bảng xếp hạng | Vị trí cao nhất tại các bảng xếp hạng | Vị trí cao nhất tại các bảng xếp hạng | Công nhận                | Tiêu thụ             |
| Năm  | Album                                                                                 | UK                                    | IRE                                   | NL                                    | BEL                                   | AUT                                   | SWI                                   | DEN                                   | FRA                                   | EU                                    | NZ                                    | Công nhận                | Tiêu thụ             |
| ---- | ------------------------------------------------------------------------------------- | ------------------------------------- | ------------------------------------- | ------------------------------------- | ------------------------------------- | ------------------------------------- | ------------------------------------- | ------------------------------------- | ------------------------------------- | ------------------------------------- | ------------------------------------- | ------------------------ | -------------------- |
| 2009 | Turn It Up - Debut studio album - Released: ngày 14 tháng 9 năm 2009 - Label: Mercury | 6                                     | 18                                    | 92                                    | 70                                    | 73                                    | 49                                    | 16                                    | 61                                    | 24                                    | 30                                    | - UK Certification: Gold | - UK Sales: 261,000+ |

### Singles
| Năm  | Đĩa đơn                  | Vị trí cao nhất tại bảng xếp hạng | Vị trí cao nhất tại bảng xếp hạng | Vị trí cao nhất tại bảng xếp hạng | Vị trí cao nhất tại bảng xếp hạng | Vị trí cao nhất tại bảng xếp hạng | Vị trí cao nhất tại bảng xếp hạng | Vị trí cao nhất tại bảng xếp hạng | Vị trí cao nhất tại bảng xếp hạng | Vị trí cao nhất tại bảng xếp hạng | Vị trí cao nhất tại bảng xếp hạng | Vị trí cao nhất tại bảng xếp hạng | Vị trí cao nhất tại bảng xếp hạng | Vị trí cao nhất tại bảng xếp hạng | Vị trí cao nhất tại bảng xếp hạng | Vị trí cao nhất tại bảng xếp hạng | Vị trí cao nhất tại bảng xếp hạng | Album      |
| Năm  | Đĩa đơn                  | UK                                | IRE                               | EU                                | AUS                               | BEL (FLA)                         | BEL (WAL)                         | BRA                               | NL                                | NZ                                | DEN                               | FRA                               | SWI                               | SWE                               | GER                               | SPA                               | AUT                               | Album      |
| ---- | ------------------------ | --------------------------------- | --------------------------------- | --------------------------------- | --------------------------------- | --------------------------------- | --------------------------------- | --------------------------------- | --------------------------------- | --------------------------------- | --------------------------------- | --------------------------------- | --------------------------------- | --------------------------------- | --------------------------------- | --------------------------------- | --------------------------------- | ---------- |
| 2009 | "Mama Do (Uh Oh, Uh Oh)" | 1                                 | 13                                | 5                                 | 55                                | 22                                | 30                                | 61                                | 15                                | 19                                | 8                                 | 10                                | 12                                | 22                                | 37                                | 12                                | 47                                | Turn It Up |
| 2009 | "Boys and Girls"         | 1                                 | 4                                 | 10                                | 67                                | 3                                 | 18                                | 30                                | —                                 | —                                 | —                                 | —                                 | —                                 | —                                 | —                                 | —                                 | —                                 | Turn It Up |
| 2009 | "Cry Me Out"             | 12                                | 31                                | 40                                | —                                 | —                                 | —                                 | 81                                | —                                 | —                                 | —                                 | —                                 | —                                 | —                                 | —                                 | —                                 | —                                 | Turn It Up |

### Other charted songs
| Year | Title          | Chart positions | Chart positions | Chart positions | Album          |
| Year | Title          | UK              | UK R&B          | IRE             | Album          |
| ---- | -------------- | --------------- | --------------- | --------------- | -------------- |
| 2009 | "Use Somebody" | 52              | —               | —               | Turn It Up     |
| 2009 | "I Got Soul"   | 10              | 5               | 19              | Charity Single |